# Onthophilus lecontei
Onthophilus lecontei är en skalbaggsart som beskrevs av Horn 1870. Onthophilus lecontei ingår i släktet Onthophilus och familjen stumpbaggar. Inga underarter finns listade i Catalogue of Life.